# 20 ottobre
Il 20 ottobre è il 293º giorno del calendario gregoriano (il 294º negli anni bisestili). Mancano 72 giorni alla fine dell'anno.

## Eventi
- 1448 - L'Impero ottomano ottiene una vittoria decisiva nella seconda battaglia del Kosovo
- 1562 - Reggio Calabria: una forte scossa sismica fa sprofondare Punta Calamizzi, l'antica foce del Calopinace, privando per quasi tre secoli la città del suo porto naturale
- 1600 - La battaglia di Sekigahara rende il clan Tokugawa shōgun del Giappone
- 1740 - Maria Teresa sale sul trono in Austria
- 1803 - Il Senato degli Stati Uniti ratifica l'acquisto della Louisiana
- 1805 - La flotta combinata franco-spagnola lascia l'ancoraggio nella rada di Cadice. Il giorno successivo ingaggerà battaglia contro la flotta britannica nella famosa battaglia di Trafalgar.
- 1827 - Battaglia di Navarino - una flotta combinata turco-egiziana viene distrutta da una forza navale alleata, composta da navi britanniche, francesi e russe, nel porto di Navarino, a Pylos, Grecia. Il principale risultato della battaglia è la fine della guerra di liberazione greca, e l'affermazione dell'indipendenza della Grecia moderna
- 1883 - Perù e Cile firmano il Trattato di Ancón, con il quale la regione di Tarapacá viene ceduta al Cile, ponendo fine al coinvolgimento del Perù nella guerra del Pacifico
- 1904 - Bolivia e Cile giungono alla firma di un trattato che pone ufficialmente fine alla guerra del 1879
- 1910 - Varo dell'RMS Olympic
- 1913 - Viene siglato l'accordo anglo-tedesco sul controllo dell'Angola e del Mozambico
- 1914
  - Nei pressi di Nieuwpoort termina la «corsa al mare» sul fronte occidentale tra tedeschi e anglo-francesi. La guerra sul fronte francese da questo momento assumerà le caratteristiche della guerra di trincea.
  - Il sommergibile tedesco U-17 affonda il piroscafo britannico Glitra, primo mercantile colato a picco da un U-Boot nel corso del conflitto
- 1916 - Esplode la polveriera della dreadnought russa Imperatrica Marija alla fonda di Sebastopoli. Muoiono 200 marinai e 700 rimangono feriti; la marina russa perde l'unica "capital ship" del Mar Nero.
- 1918 - In seno alle trattative di armistizio, il governo tedesco invia un telegramma a Washington (che arriverà solo il 22) in cui acconsente a sospendere la guerra sottomarina.
- 1919 - Guerra civile russa: l'Armata Rossa ferma l'Armata Bianca del generale Nikolaj Judenič alle porte di Pietrogrado
- 1935 - Fine della Lunga marcia
- 1940 - Nel Mar Rosso i sommergibili Marconi e Ferraris con i cacciatorpediniere Francesco Nullo, Pantera e Leone escono dal porto di Massaua per attaccare il convoglio britannico BN7. L'attacco compiuto nella notte va a vuoto e il Nullo va in secca per evitare le bordate dell'incrociatore leggero Leander e del caccia Kimberly, verrà poi distrutto il giorno dopo da tre bombardieri Bristol Blenheim.
- 1941
  - I soldati tedeschi cominciano il massacro di migliaia di persone a Kragujevac, durante l'occupazione nazista della Serbia.
  - L'ammiragliato dell'Impero giapponese dà l'assenso al piano di Isoroku Yamamoto per l'attacco alla base navale statunitense di Pearl Harbor
- 1942 - Termina il lungo assedio delle forze dell'Asse contro l'isola di Malta
- 1944
  - L'Armata Rossa e i partigiani di Tito riconquistano Belgrado, capitale della Jugoslavia
  - Le armate sovietiche del 2° Fronte Ucraino di Rodion Jakovlevič Malinovskij prendono Debrecen
  - Strage di Gorla: per un errore di navigazione aerei alleati colpiscono gli abitati di Gorla e Precotto. Un ordigno colpì la scuola elementare "Crispi" causando 184 vittime
  - Le truppe statunitensi invadono l'isola di Leyte con l'obiettivo strategico di isolare il Giappone dai territori del Sud-est asiatico sottoposte al suo dominio, sottraendogli in tal modo essenziali rifornimenti industriali
- 1947 - La Commissione per le attività antiamericane inizia le sue investigazioni sull'infiltrazione comunista ad Hollywood
- 1968 - L'ex first lady Jacqueline Kennedy sposa l'armatore greco Aristotele Onassis
- 1973
  - Inaugurazione della Sydney Opera House
  - Scandalo Watergate
- 1977 - Un aereo su cui volano i Lynyrd Skynyrd si schianta nel Mississippi, uccidendo diversi membri della band, tra cui il cantante Ronnie Van Zant, Il Roadie Dean Kilpatrick, il chitarrista Steve Gaines e sua sorella Cassie corista nella band
- 1986 - Yitzhak Shamir inizia il suo secondo incarico come primo ministro di Israele
- 1999 - Viene permesso l'arruolamento nell'Esercito Italiano alle donne
- 2000 - La Convenzione europea del paesaggio viene ufficialmente sottoscritta nel Salone dei Cinquecento di Palazzo Vecchio a Firenze
- 2002 - Marco Melandri si laurea campione del mondo classe 250
- 2004 - Nasce il sistema operativo open source Ubuntu col rilascio della prima versione: 4.10 - Warty Warthog
- 2011
  - Libia: dopo 8 mesi di guerra civile, viene ucciso Mu'ammar Gheddafi.
  - Con un comunicato stampa l'ETA (Euskadi Ta Askatasuna) dopo 43 anni di lotta armata, che hanno portato all'assassinio di 822 persone e alla morte stimata di altre 2000, annuncia la "fine irrevocabile della lotta armata".
- 2012 -  Matrimonio religioso del principe Guglielmo, granduca ereditario di Lussemburgo, con la contessa Stéphanie de Lannoy

## Nati
Ci sono circa 1 140 voci su persone nate il 20 ottobre; vedi la pagina Nati il 20 ottobre per un elenco descrittivo o la categoria Nati il 20 ottobre per un indice alfabetico.

## Morti
Ci sono circa 500 voci su persone morte il 20 ottobre; vedi la pagina Morti il 20 ottobre per un elenco descrittivo o la categoria Morti il 20 ottobre per un indice alfabetico.

## Feste e ricorrenze

### Civili
Internazionali:
- Giornata mondiale del controllore del traffico aereo

### Religiose
Cristianesimo:
- Sant'Adelina di Mortain, badessa
- Sant'Alderaldo di Troyes, arcidiacono
- Sant'Andrea il Calibita, monaco
- Sant'Aurora d'Arzano
- Santi Bradano e Orora
- San Caprasio di Agen, martire
- San Cornelio il centurione
- Sant'Irene del Portogallo, martire
- San Leopardo di Osimo, vescovo
- Santa Maria Bertilla Boscardin, vergine
- San Sindulfo (o Sindolfo), eremita
- San Vitale di Salisburgo, vescovo
- Beato Berengario Aleman de Bellpuig, mercedario
- Beato Daudi Okelo, catechista, martire
- Beato Diego de Cervantes, mercedario
- Beato Giacomo Strepa, vescovo
- Beato Giacomo Kern, sacerdote premostratense
- Beato Jildo Irwa, catechista, martire
- Beata Maria di Gesù, vergine mercedaria
- Beato Stefano Kurti, sacerdote e martire